# Japan Broadcast 1987
Japan Broadcast 1987 est un album live non officiel de Michael Jackson, sorti le 11 avril 2016 . L'album a été enregistré le 27 septembre 1987 au Yokohama Stadium lors du Bad World Tour.

## Liste des pistes
| No  | Titre                                                               | Durée |
| --- | ------------------------------------------------------------------- | ----- |
| 1.  | Wanna Be Startin' Somethin'                                         | 5:45  |
| 2.  | Human Nature                                                        | 4:28  |
| 3.  | This Place Hotel                                                    | 5:20  |
| 4.  | Jackson 5 Medley: I Want You Back/The Love You Save/Can You Feel It | 4:55  |
| 5.  | She's Out of My Life                                                | 4:19  |
| 6.  | Things I Do For You                                                 | 3:22  |
| 7.  | Off The Wall                                                        | 3:40  |
| 8.  | Rock With You                                                       | 4:02  |
| 9.  | Lovely One                                                          | 5:59  |
| 10. | Working Day And Night                                               | 7:13  |
| 11. | Beat It                                                             | 6:25  |
| 12. | Billie Jean                                                         | 6:09  |
| 13. | Shake Your Body/Don't Stop 'Til You Get Enough                      | 12:34 |
| 14. | Thriller                                                            | 4:15  |
| 15. | I Just Can't Stop Loving You                                        | 6:36  |
| 16. | Bad                                                                 | 6:36  |
| 17. | Michael Jackson 1988 Interview Part One                             | 7:51  |
| 18. | Michael Jackson 1988 Interview Part Two                             | 5:19  |